# Geometra alba
Geometra alba là một loài bướm đêm trong họ Geometridae.